# Kéramos (Évros)
Pour l’article homonyme, voir Kéramos.
Kéramos (grec moderne : Κέραμος) est une localité située dans le dème d'Orestiáda, dans le district régional d'Évros, dans la periphérie de Macédoine-Orientale-et-Thrace, en Grèce.
La localité appartient au district municipal de Kyprínos et à la communauté municipale de Fylákio. Selon le recensement de 2021, elle compte 153 habitants.